# S.W.A.T. (sèrie de televisió de 2017)
S.W.A.T. és una sèrie de televisió estatunidenca de 2017 produïda per Aaron Rahsaan Thomas i Shawn Ryan per a CBS.
L'abril de 2022, la sèrie es va renovar per a una sisena temporada que es va estrenar el 7 d'octubre de 2022. El maig de 2023, la sèrie es va cancel·lar després de sis temporades a la CBS, només es va renovar per a una setena i última temporada a la CBS uns dies més tard.

## Argument
La sèrie se centra en el sergent Daniel "Hondo" Harrelson del departament de policia de Los Angeles. Hondo, un local de Los Angeles i antic marine de tota la vida, ha estat seleccionat per dirigir una nova unitat d'armes i tàctiques especials "última parada" del LAPD. Com que és negre i nascut i criat a Los Angeles, Hondo se sent profundament lleial no només als seus "germans de blau", sinó també a la gent a la qual serveixen.

## Temporades
| Temporada | Temporada          | Episodis | Emissió a EUA          | Emissió a EUA      |
| Temporada | Temporada          | Episodis | Estrena                | Final              |
| --------- | ------------------ | -------- | ---------------------- | ------------------ |
|           | Primera temporada  | 22       | 2 de novembre de 2017  | 18 de maig de 2018 |
|           | Segona temporada   | 23       | 27 de setembre de 2018 | 16 de maig de 2019 |
|           | Tercera temporada  | 21       | 2 d'octubre de 2019    | 20 de maig de 2020 |
|           | Quarta temporada   | 18       | 11 de novembre de 2020 | 26 de maig de 2021 |
|           | Cinquena temporada | 22       | 1 d'octubre de 2021    | 22 de maig de 2022 |
|           | Sisena temporada   | 22       | 7 d'octubre de 2022    | 19 de maig de 2023 |

## Repartiment

### Personatges principals
- Daniel "Hondo" Harrelson (temporada 1-present), interpretat per Shemar Moore.
Un sergent nascut a Los Angeles, és ascendit a cap d'esquadra per intentar alleujar les tensions entre la comunitat negra i la policia de la ciutat. Coneix molta gent del barri a qui tracta amb respecte. És molt apreciat pels companys. Tenia una relació amb Jessica Cortez però van haver de trencar. Des de la tercera temporada ha mantingut una relació amb Nichelle. Al final de la 4a temporada denuncia uns policies racistes davant els periodistes de Los Angeles, perdent temporalment el seu càrrec de cap de l'Esquadra 20. A la cinquena temporada reprèn el càrrec de 20 David.
- Jessica Cortez (temporades 1-2), interpretada per Stephanie Sigman.
Comandant de la divisió de metro de LAPD i xicota secreta d'Hondo a la primera temporada. Jessica i Hondo es van separar després de ser atrapats. Al final de la segona temporada, agafa una feina a l'FBI
- James "Jim" Street (temporada 1-present), interpretat per Alex Russell.
S'uneix a l'equip després de ser transferit del departament de policia de Long Beach. La seva mare Karen, a la presó per matar el seu marit abusador, surt al final de la 1a temporada. Street no segueix gaire les regles, sovint s'arrisca a mesures disciplinàries o càrrecs, i li encanten les motos. És acomiadat a la primera temporada, però després es reincorpora a la segona temporada. A la tercera temporada treballa encobert, després d'haver fet un nou acomiadament. Va tenir una relació amb Molly, però trenca amb ella a la temporada 4 perquè en realitat està enamorat de Chris, però el segueix allunyant-lo. Al final de la cinquena temporada es compromet amb Chris.
- David "Deacon" Kay (temporada 1-present), interpretat per Jay Harrington.
Veteran de 10 anys de S.W.A.T., hauria d'haver estat el nou cap de 20 Davids amb permís de Buck. És l'únic de l'equip que està casat, té tres fills i és un catòlic molt religiós. En la primera temporada es convertirà en pare de quatre fills.
- Christina "Chris" Alonso (temporades 1-5), interpretada per Lina Esco.
Oficial i amant dels gossos, és bisexual i és la primera dona a unir-se a S.W.A.T. Al llarg de totes les temporades, sobretot a la quarta, lluita per la via de reclutament dins la policia, i, concretament, a la S.W.A.T., per integrar també les dones. Oficial i amant dels gossos, és bisexual i és la primera dona a unir-se a S.W.A.T. Al llarg de totes les temporades, sobretot a la quarta, lluita per la via de reclutament dins la policia, i, concretament, a la S.W.A.T., per integrar també les dones. En la segona temporada Chris tindrà una relació amb una parella formada per dos nuvis. A la mateixa temporada s'emborratxa amb el carrer i els dos es besen. A la quarta temporada s'expressarà la mort de la seva esposa, amiga. Al final de la quarta temporada intenta convèncer a Street perquè no doni la meitat del fetge a la seva mare perquè és massa arriscat però no pot. A la temporada 5, abandona S.W.A.T. i es promet amb Street.
- Dominique Luca (temporada 1-present), interpretat per Kenny Johnson.
un oficial S.W.A.T de tercera generació. El seu indicatiu és 22-David. Originalment va ser el conductor i mecànic del vehicle de l'equip "Black Betty" fins que una lesió el va col·locar temporalment en un paper de suport tàctic fins que se li va permetre tornar al camp.
- Victor Tan (temporada 1-present), interpretat per David Lim.
un antic oficial del LAPD Vice Squad. El seu indicatiu és 25-David. Es va incorporar a S.W.A.T. tres anys abans de la sèrie. Un cop encaminat a una carrera de prestigi per la insistència dels seus pares, Tan va decidir seguir el seu propi camí a la vida i va optar per convertir-se en un agent de policia. Coneix molt el tràfic de drogues a Los Angeles des de la seva etapa a Vice i manté diverses connexions que utilitzarà durant els casos. Al final de la quarta temporada, es casa amb la seva xicota de molt de temps Bonnie. Més tard es van separar a la meitat de la sisena temporada després que Tan s'assabenti que l'havia enganyat durant mesos amb un client a causa de la seva incapacitat per fer front a ser la parella d'un agent de policia.
- Robert Hicks (reccurent: temporada 1; regular: temporada 2-present), interpretat per Patrick St. Esprit.
Comandant de S.W.A.T., vidu i amic de molt de temps de Deacon i la seva dona Annie. Té una filla anomenada Molly.
- Jeffrey Mumford (temporades 1-2; covidat: temporada 4), interpretat per Peter Onorati.
Cap d'esquadra d'un altre S.W.A.T. en competència amb la d'Hondo. S'ha casat tres vegades i a la primera temporada es promet i es casa per quarta vegada, després de només un mes de conèixer-se. Deixa S.W.A.T. a la temporada 2. Torna de nou a l'episodi de la temporada 4.
- Piper Lynch (reccurent: temporada 3; regular: temporada 4-present), interpretada per Amy Farrington.
Tinent enviat per l'alcalde per substituir el capità Cortez de la temporada 3.
- Nichelle Carmichael (recurrent: temporades 3-5; regular: temporada 6-present), interpretada per Rochelle Aytes.
un treballador del centre comunitari local i l'interès amorós de Hondo des de la tercera temporada. A partir del final de la cinquena temporada, està embarassada d'ella i del primer fill d'Hondo. A l'episodi de la sisena temporada "Estocolm", dona a llum la seva filla Vivienne.

### Personatges secundaris
- William Spivey (temporades 1-3), interpretat per Louis Ferreira.
L'antic sergent en cap de S.W.A.T. és acomiadat per colpejar accidentalment un noi negre durant un tiroteig.
- Annie Kay (temporada 1-present), interpretada per Bre Blair.
Esposa de David Key de 10 anys i mare de tres fills.
- Michael Plank (temporada 1), interpretat per Peter Facinelli.
- Karen Street (temporades 1-2, 4), interpretada per Sherilyn Fenn.
- Darryl Henderson (temporades 1-4), interpretat per Deshae Frost.
- Leroy Henderson (temporades 1-2, 4-5), interpretat per Michael Beach.
- Daniel Harrelson Sr. (temporada 1-present), interpretat per Obba Babatundé.
- Rocker temporada 1-present), interpretat per Lou Ferrigno Jr.
- Erika Rogers (temporades 1, 4), interpretada per Lyndie Greenwood.
- Sergeant Stevens (temporada 1-present), interpretat per Otis Gallop.
- Charice Harrelson (temporades 2-3, 5-6), interpretada per Debbie Allen.
- Ty (temporades 2-3), interpretat per Daniel Lissing.
- Winnie Harrelson (temporada 3-present), interpretada per April Parker Jones.
- Molly Hicks (temporades 2-4), interpretada per Laura James.
- Terry Luca (temporades 4-6), interpretat per Ryan Hurst.
- Rodrigo Sánchez (temporades 5-6), interpretat per David DeSantos.
- Zoe Powell (temporada 5-present), interpretada per Anna Enger Ritch.

## Producció

### Desenvolupament
El 3 de febrer de 2017, es va anunciar que la CBS tenia llum verda per a la producció d'un episodi pilot d'una sèrie de televisió inspirada en l'adaptació cinematogràfica de 2003 de la sèrie ABC de la dècada del 1970 S.W.A.T. El pilot va ser escrit per Aaron Rahsaan Thomas i Shawn Ryan i dirigit per Justin Lin.
La nova sèrie va ser encarregada per CBS el 12 de maig de 2017. Els cocreadors i productors executius Thomas i Ryan serien els showrunners. La sèrie es va estrenar el 2 de novembre de 2017. El 17 de novembre de 2017, CBS va recollir la sèrie per a una temporada completa de 20 episodis i l'1 de desembre de 2017, CBS va demanar dos episodis addicionals per a la primera temporada, amb un total de 22 episodis. El 27 de març de 2018, CBS va renovar la sèrie per a una segona temporada que es va estrenar el 27 de setembre de 2018.
El 16 de març de 2020, Sony Pictures Television va suspendre la producció de la tercera temporada a causa de la pandèmia de COVID-19. El 6 de maig de 2020, CBS va renovar la sèrie per a una quarta temporada que havia de ser una estrena a mitja temporada. Tanmateix, el 14 de juliol es va anunciar que canviaria de lloc amb Survivor i es va estrenar l'11 de novembre de 2020. El 15 d'abril de 2021, CBS va renovar la sèrie per a una cinquena temporada que es va estrenar l'1 d'octubre de 2021. El 8 d'abril de 2022, CBS va renovar la sèrie per a una sisena temporada que es va estrenar el 7 d'octubre de 2022. El 5 de maig de 2023, CBS va cancel·lar la sèrie després de sis temporades. Uns dies després, CBS va revocar la seva decisió i va renovar S.W.A.T. per a una setena i última temporada. A few days later, CBS reversed its decision and renewed S.W.A.T. for a seventh and final season.

### Repartiment
El febrer de 2017, Shemar Moore va ser anunciat com a Daniel "Hondo" Harrelson al costat de nous coprotagonistes Kenny Johnson com a Dominique Luca, que originalment es deia Brian Gamble, i Lina Esco com a Christina "Chris" Alonso, que també anomenat originalment Sánchez. El març de 2017 es van anunciar diversos membres del repartiment. Jay Harrington interpreta l'oficial Deacon Kay, Alex Russell és James "Jim" Street i, finalment, Peter Onorati va ser elegida per a Jeff Mumford. El 21 de setembre de 2017, David Lim va ser seleccionat per interpretar el nou co-membre d'Hondo, Victor Tan, i més tard va ser ascendit a l'estatus de sèrie regular per a la primera temporada. El 4 d'octubre de 2019, Stephanie Sigman va anunciar la seva sortida del programa i, posteriorment, va ser substituïda per Amy Farrington com a sèrie habitual a partir de la tercera temporada.

### Filmació
El rodatge de la quarta temporada va començar el 4 d'agost de 2020.

## Emissió i estrena
Sony Pictures Television distribueix la sèrie a nivell internacional. El programa s'emet els diumenges a la nit a Sky Max al Regne Unit. El programa s'emet els dimecres a la nit a AXN Àsia al sud-est asiàtic. La sèrie s'emet a Netflix als Estats Units.